# Nowe Borówko
Nowe Borówko – wieś w Polsce położona w województwie wielkopolskim, w powiecie kościańskim, w gminie Czempiń.
W okresie Wielkiego Księstwa Poznańskiego (1815-1848) miejscowość wzmiankowana jako Borowko należała do wsi większych w ówczesnym pruskim powiecie Kosten rejencji poznańskiej. Borowko należało do okręgu czempińskiego tego powiatu i stanowiło – wraz z Piechaninem – odrębny majątek, którego właścicielem był wówczas Mizerski. Według spisu urzędowego z 1837 roku Borowko liczyło 329 mieszkańców, którzy zamieszkiwali 36 dymów (domostw).
W latach 1975–1998 miejscowość administracyjnie należała do województwa poznańskiego.